# Ашк, Упендранатх
Упендранатх Ашк (хинди उपेन्द्रनाथ अश्क, 14 декабря 1910 — 19 января 1996) — индийский писатель

 и драматург, автор романов и сборников рассказов.
Родился в Джаландхаре, Пенджаб, в семье брамина, начал сочинять стихи (первоначально на панджаби) в возрасте 11 лет. На языке урду стал писать в 1926 году, его первое стихотворение на этом языке было опубликовано в известной газете Milap в Лахоре. Окончил колледж в 1931 году, затем некоторое время преподавал в нём, после чего работал журналистом в газете. В 1933 году закончил свой второй сборник рассказов на языке урду Aurat Ki Fitrat, предисловие к которому было написано Мунши Премчандом. В 1932 году начал писать на хинди по совету Мунши Премчанда.
Он присоединился к корпорации All India Radio в 1941 году, где его коллегами были Кришан Чандар, Патрас Бухари и Саадат Хасан Манто. В 1944 году переехал в Бомбей и стал сценаристом и автором диалогов для фильмов компании Filmistan. В 1948 году поселился в Аллахабаде. Он был первым драматургом на языке хинди, получившим премию по драматургии от академии Сангит Натак в 1965 году.